# Idrossido di lantanio
L'idrossido di lantanio (La(OH)3) è un idrossido del lantanio, un elemento delle terre rare.

## Sintesi
L'idrossido di lantanio può essere ottenuto aggiungendo un alcali come l'ammoniaca a soluzioni acquose di sali di lantanio come il nitrato di lantanio. Questo produce un precipitato gelatinoso che può poi essere essiccato all'aria:
{\displaystyle {\ce {La(NO3)3 \ + \ 3NH4OH -> La(OH)3 \ + \ 3NH4NO3}}}
In alternativa, può essere prodotto per reazione di idratazione (aggiunta di acqua) all'ossido di lantanio:
{\displaystyle {\ce {La2O3 \ + \ 3H2O -> 2La(OH)3}}}

## Caratteristiche
L'idrossido di lantanio possiede una struttura cristallina esagonale con costanti di reticolo a=6,547 Å e c = 3.854 Å. Il suo gruppo spaziale è P63/m (gruppo n° 176).
L'idrossido di lantanio non reagisce molto con le sostanze alcaline, tuttavia è leggermente solubile in soluzione acida. A temperature superiori a 330 °C si decompone in ossido di lantanio idrossido (LaOOH), che dopo ulteriore riscaldamento si decompone in ossido di lantanio (La2O3):
{\displaystyle {\ce {2La(OH)3}}} {\displaystyle \mathrm {{\xrightarrow[{-H_{2}O}]{330\ ^{o}C}}\ } } {\displaystyle {\ce {LaOOH}}}
{\displaystyle {\ce {2LaOOH}}} {\displaystyle \mathrm {{\xrightarrow[{-H_{2}O}]{\Delta }}\ } } {\displaystyle {\ce {2La2O3}}}
L'idrossido di lantanio cristallizza nel sistema cristallino esagonale. Ciascuno ione di lantanio nella struttura cristallina è circondato da nove ioni idrossido in un prisma trigonale tricottato.